# Campeonato Mundial de Ciclismo em Pista de 1977
O LXXIV Campeonato Mundial de Ciclismo em Pista celebrou-se em San Cristóbal (Venezuela) entre o 22 e o 26 de agosto de 1977 baixo a organização da União Ciclista Internacional (UCI) e a Federação Venezuelana de Ciclismo.
As competições realizaram-se no Velódromo José de Jesús Mora Figueroa da cidade venezuelana. Ao todo disputaram-se 12 provas, 10 masculinas (3 profissionais e 7 amador) e 2 femininas.

## Medalhistas

### Masculino profissional
| Evento                 | Ouro                              | Prata                                 | Bronze                        |
| ---------------------- | --------------------------------- | ------------------------------------- | ----------------------------- |
| Velocidade individual  | Koichi Nakano · Japão             | Yoshikazu Sugata · Japão              | John Nicholson · Austrália    |
| Perseguição individual | Gregor Braun · Alemanha Ocidental | Knut Knudsen · Noruega                | Steve Heffernan · Reino Unido |
| Médio fundo            | Cees Stam · Países Baixos         | Wilfried Peffgen · Alemanha Ocidental | Pietro Algeri · Itália        |

### Masculinoamador
| Evento                  | Ouro                                                                                     | Prata                                                                              | Bronze                                                                       |
| ----------------------- | ---------------------------------------------------------------------------------------- | ---------------------------------------------------------------------------------- | ---------------------------------------------------------------------------- |
| Velocidade individual   | Hans-Jürgen Geschke · Alemanha Oriental                                                  | Emanuel Raasch · Alemanha Oriental                                                 | Lutz Tenhoßlich · Alemanha Oriental                                          |
| Perseguição individual  | Norbert Dürpisch · Alemanha Oriental                                                     | Uwe Unterwalder · Alemanha Oriental                                                | Daniel Gisiger · Suíça                                                       |
| Perseguição por equipas | Alemanha Oriental · Norbert Dürpisch · Gerald Mortag · Matthias Wiegand · Volker Winkler | Alemanha Ocidental · Günther Schumacher · Peter Vonhof · Hans Lutz · Henry Rinklin | Suíça · Robert Dill-Bundi · Daniel Gisiger · Hans Känel · Walter Baumgartner |
| 1 km contrarrelógio     | Lothar Thoms · Alemanha Oriental                                                         | Günther Schumacher · Alemanha Ocidental                                            | Hans Ledermann · Suíça                                                       |
| Carreira por pontos     | Constant Tourné · Bélgica                                                                | Jan Faltyn · Polónia                                                               | Nikolai Makarov · União Soviética                                            |
| Médio fundo             | Gabriël Minneboo · Países Baixos                                                         | Bartolomé Caldentey Espanha                                                        | Rainer Podlesch · Alemanha Ocidental                                         |
| Tandem                  | Tchecoslováquia · Vladimír Vaičkář · Miroslav Vymazal                                    | União Soviética · Vladimir Semenets · Alexandr Voronin                             | Alemanha Ocidental · Horst Gewiss · Wolfgang Schäffer                        |

### Feminino
| Evento                 | Ouro                              | Prata                          | Bronze                          |
| ---------------------- | --------------------------------- | ------------------------------ | ------------------------------- |
| Velocidade individual  | Galina Tsariova · União Soviética | Sue Novara · Estados Unidos    | Iva Zajíčková · Tchecoslováquia |
| Perseguição individual | Lado Kuznetsova · União Soviética | Anne Riemersma · Países Baixos | Karen Strong · Canadá           |

## Medalheiro
| #  | País               | Medalha de ouro | Medalha de prata | Medalha de bronze | Total |
| -- | ------------------ | --------------- | ---------------- | ----------------- | ----- |
| 1  | Alemanha Oriental  | 4               | 2                | 1                 | 7     |
| 2  | União Soviética    | 2               | 1                | 1                 | 4     |
| 3  | Países Baixos      | 2               | 1                | 0                 | 3     |
| 4  | Alemanha Ocidental | 1               | 3                | 2                 | 6     |
| 5  | Japão              | 1               | 1                | 0                 | 2     |
| 6  | Tchecoslováquia    | 1               | 0                | 1                 | 2     |
| 7  | Bélgica            | 1               | 0                | 0                 | 1     |
| 8  | Espanha            | 0               | 1                | 0                 | 1     |
| 8  | Estados Unidos     | 0               | 1                | 0                 | 1     |
| 8  | Noruega            | 0               | 1                | 0                 | 1     |
| 8  | Polónia            | 0               | 1                | 0                 | 1     |
| 12 | Suíça              | 0               | 0                | 3                 | 3     |
| 13 | Austrália          | 0               | 0                | 1                 | 1     |
| 13 | Canadá             | 0               | 0                | 1                 | 1     |
| 13 | Itália             | 0               | 0                | 1                 | 1     |
| 13 | Reino Unido        | 0               | 0                | 1                 | 1     |
|    | TOTAL              | 12              | 12               | 12                | 36    |